# 斯特爾佩尼鄉
45°03′N 24°58′E / 45.050°N 24.967°E
斯特爾佩尼鄉（羅馬尼亞語：Comuna Stâlpeni, Argeș），是羅馬尼亞的鄉份，位於該國中南部，由阿爾傑什縣負責管轄，面積36平方公里，海拔高度383米，2007年人口5,018，人口密度每平方公里138人。